# 인사조직관리
인사조직관리 또는 인사조직, 조직인사, 경영관리는 경영에서 업무수행을 효과적으로 행하도록 경영조직을 체계적으로 운영하는 것이다. 경영상에서 각종 업무수행을 경영목적에 가장 효과적으로 행해하도록 여러 가지 시책을 체계적으로 연구하고 경영조직체를 만들어 이를 운영하는 일을 의미한다. 그리고 경영에서 학술분야로 인적 자원과 조직을 관리하는 방식을 연구하는 분야를 인사조직관리라고 한다. 경영학의 전통적인 기능 5개 부분인 인사조직, 회계, 재무, 마케팅, 생산 중의 한 분야로 인적자원관리(인사관리), 인적자원개발(교육훈련), 노사관리, 조직론, 경영전략, 리더십, 의사결정, 윤리경영, 경영철학 등을 포함하는 분야이다.

## 개요
인사조직관리를 경영관리라고도 하며, 대한민국 대학의 경영학 분야의 학제 구분에서 두 용어 모두 활용한다. 두 용어는 세부적인 강조점의 차이가 있지만, 경영학의 세부 분야를 연구하는 대학원 수준의 경영학 전공에서 공히 사용한다. '인사조직관리’는 조직내 인력과 조직 관리의 방안을 연구하는 분야라는 강조점을, '경영관리'는 경영을 지원하는 분야의 포괄적인 강조점을 지닌 차이가 있지만 대한민국 대학과 기업 조직에서는 이를 동일한 분야로 인식한다.

### 인사조직관리 범위
인사조직관리는 단순히 조직의 경영을 지원하는 의미로 제한하지 않으며, 조직이 조직의 목적과 그 결과를 유지하며 생존하게 하는 이론연구, 방안과 제도, 제반 활동을 의미한다. 조직을 위한 인사조직관리는 경제에 참여하는 기업 조직만이 아니라 모든 경제단위에 적용가능하며, 국가 조직의 관리를 위한 행정학과 병원관리와 특정 조직을 위한 전문 학문 분야에서도 다룬다.

### 인사조직관리의 세분화
경영학의 발전으로 각 분야가 세분화하면서, 학술 분야로서 '인사조직관리'는 국내만 아니라 해외 대학들 중 일부 학제에서는 인사조직관리를 두 개의 분야인 인사관리와 조직관리로 흔히 나누며, 인사조직과 일반경영(관리)으로 나눈다. 인사조직은 조직이론, 조직행동, 인적자원관리와 개발, 노사관계의 범위이고, 일반경영(관리)은 경영전략, 윤리경영, 경영철학과 국제경영론의 범위이다. 인사조직관리에서 전략을 구분하여 연계부분이 많은 국제경영과 통합하기도 한다.

## 정의
인사조직관리는 경영에서 업무수행을 효과적으로 행하도록 경영조직을 체계적으로 운영하는 것이다. 경영상에서 각종 업무수행이 경영목적에 가장 효과적으로 행하도록 여러 가지 시책을 체계적으로 연구하고 경영조직체를 만들어 이를 운영하는 것을 의미한다.
인사조직관리는 기업 조직의 고유 목적에 맞게 형성하는 조직의 구성 요소인 개인(individual), 집단(group), 조직(organization)의 관리 및 경영을 위한 관련 연구와 조직적용 방법과 결과 예측 과정의 전반을 의미한다. 학자마다 범위와 주요 요소에 대한 주장이 다르나 위의 3가지 사항에 관련된 분야의 범위를 다룬다. 경영관리는 시장환경에서 기업조직이 어떻게 지속 가능할지에 대해서 기업 전반의 경영을 종합적으로 연구하는 경영학 분야이고, 기업을 이루는 개인, 집단, 조직 범위에서 이뤄진다.

## 인사조직관리의 역사
인류 역사에서 무리를 지어 살기 시작하면서 조직이 시작되었다. 인류를 위한 다양한 조직이 있었으며, 그 중에서도 가장 강력한 조직으로 ‘군사조직’과 ‘종교조직’이 있다. 이 두 조직은 지금도 현대 경영에서 참조하는 영역이다. 현대 기업의 ‘경영전략’은 군사조직의 전략 이론에서 영향을 받아 발전한 것이고, ‘목표에 의한 관리’ 역시 기독교 수도원의 성직자의 자기 관리에서 발전한 것이다. 기업이 사용하는 ‘미션선언’ 역시 기독교의 신앙고백과 신조에서 발전한 형태이다. 신생 조직인 기업조직은 인류와 함께 한 조직에서 끊임 없이 배우고, 흡수해 왔으며, 독자적인 형태의 결과를 산출하고 있다.
근대의 인사조직관리는 신생조직인 기업이 체계화하는 20세기 초에 다양한 시장을 경험하며 기업조직의 발전으로 단순한 경험으로 운영하던 기업관리의 한계가 나타나면서 체계적인 조직관리를 위한 노력이 시작되었다. 근대주의 영향 아래 20세기 초 근대적 인사조직관리의 연구가 진행되며, 과학적 경영이 작업자의 생산성을 높이는 관점에서 등장하기 시작했다. 이후 일반관리론으로, 행동적 접근, 계량적 접근 방식으로 근대적 경영관리 이론이 등장하였다. 현대적 경영 연구에서 '통합적이고 상황을 지향하는 다양한 이론들이 등장하며 현대 인사조직관리의 연구가 진행된다.

### 근대적 경영이론 시기의 인사조직관리
근대적 경영이론 또는 고전적 경영이론의 등장은 프레더릭 테일러의 연구가 출간된 1911년으로 본다. 신생 기업의 발전과 새로운 환경이 등장하며 이에 적응하기 위한 기업경영에 관심을 기울이며 등장한 이론이 경영학 이론의 시작이자, 인사조직관리 이론의 시작이라 할 수 있다. 경영학의 시초인 과학적 경영과 일반관리, 행동적 접근, 계량적 접근 이론이 근대적 경영관리 이론의 흐름이라 할 수 있다
근대적 인사조직관리 이론은 새로운 경영 방식을 제안하고, 새롭게 근대적 기업 조직으로 발전하도록 기여하였고, 경영을 이해하도록 중요한 공헌을 하였다. 하지만, 시대적 한계, 제한적 연구 방법 등으로 경영관리에 대한 유기체적인 이해보다는 기계론적 이해와 전체적인 조망보다는 부분적 조망이 이뤄진 이론들이다.

#### 과학적 관리와 인사조직관리
과학적 관리(과학적 경영)은 프레더릭 윈즐로 테일러의 《과학적 경영의 원리》가 출판된 해인 1911년에 등장한다. 생산 기술자였던 테일러는 저서에서 과학적 경영의 필요성을 밝히며, 최선의 경영 원리를 과학적으로 정의 내렸다. 근대 경영학의 시작이며, 작업자의 작업을 분석하여 얻은 이론이었다. 과학적 경영은 생산 증대를 위해 지침을 정하고, 작업자의 효율을 높이기 위한 작업 도구의 제작, 작업 방식의 고안을 주장하였다. 체계화된 시간 관리와 직무의 정의, 도구의 적합성을 강조하여 작업 생산성에 집중한 경영관리 이론이다. 과확적 관리 이론에 따른 인사조직관리는 작업자의 직무 분석, 작업자의 효율과 조직행동을 효율적 측면에서 연구하였다.

#### 일반관리론과 인사조직관리
일반관리론은 직무를 넘어서 경영의 주제를 기업 조직의 전체로 확장시켰다. 과학적 경영의 프레더릭 테일러와 비슷한 시기의 인물인 앙리 페이욜과 막스 베버로 대표된다. 테일러의 작업관리의 미시적 접근인 과학적 경영 연구와 달리, 경영 실무자였던 프랑스 출신 페이욜은 일반적 경영 기능에 대한 경영관리를 경영자와 경영 실무자의 입장에서 '일반관리론'을 주장하였고, 독일 사회학자인 베버는 권한 관계를 중심으로 조직활동으로 '관료조직'을 주장하였다.
일반관리론은 현대 인사조직관리에서 경영이론과 경영실무기준을 형성하는 이론이 되었으며, 경영자의 업무의 기능젹 이해와 연구는 앙리 페이욜이 주장한 관리원칙을 바탕으로 한다. 베버의 거시 조직적 경영이해는 인사조직관리의 주요분야인 조직이론에 여전히 영향을 끼치고 있다.

#### 행동적 접근과 인사조직관리
행동적 접근은 인간의 행동을 바탕으로 경영을 이해하고 경영관리의 방향을 제시하고자 하였다. 기업 조직 내에서 작업자의 숙련과 능력을 다양한 욕구와 결합하여 연구하였고, 점차 조직은 개인과 집단 행동의 배경에서 이해해야 한다고 주장하였다. 이러한 주장은 1924년부터 1932년까지 이어진 호손공장 연구로 결정을 지었다. 이 연구를 진행한 메이요는 조직내에서 업무와 같은 행동은 감정과 밀접한 관계를 지니며, 집단은 개인의 행동에 영향을 끼친다는 결론을 내렸다.
'호손공장 연구'의 목적은 조명과 작업자의 능률 조사였다. 하지만 연구가 시작되자, 어두운 조명 아래에서도 생산성이 향상되었고, 조명을 달빛 수준으로 조절해도 생산성은 떨어지지 않았다. 원인은 작업자들이 자신들이 우수한 사원으로 선택되어 조사 대상이 되었다는 자부심으로 행한 작업 결과 탓이었다. 작업에는 조명도 필요하지만, 자부심을 지닌 작업자가 생산적인 작업자라는 결론을 내려야 했다.
행동적 접근 연구는 작업자가 기계의 부품이라는 근대의 인식에서 벗어나 작업자의 감정이, 즉 인적 요인이 작업에 영향을 끼친다는 사실을 경영관리 상식이 되도록 이끌었다. 비록 행동적 접근 연구 역시 실험 과정과 결과 분석이 현대의 방법과 현격한 수준 차이를 보이지만, 행동적 접근 연구는 인사조직관리가 종업원의 직무만족도, 사기 등의 인간관계의 중요성을 보여준 연구였다.

#### 계량적 접근과 인사조직관리
계량적 접근은 2차 대전 당시 군사 작전과 인력 배치, 군수물자 지원 등의 문제를 해결하기 위해서 수학과 통계적 방식을 도입하였고, 물자 공급과 제작 등을 수행한 기업들에게 전해져 경영관리 분야로 발전하였다. 영국의 부족한 공군 능력으로 독일 군에게 효과적으로 공격할 방안을 찾는 통계적 기법에서 발전한 '최적 할당 모형' 등이 등장하였다. 의사결정을 위한 통계적 기법, 작업일정 작성, 최적화 모형 등을 활용하여 계량적 인사조직관리를 하도록 하였다.
통계적기법을 활용하는 '계량적 접근'은 현대 인사조직관리에서 경영의사결정과 자원배치 등에 영향을 끼쳤다.

### 현대적 경영 이론 시대의 인사조직관리
'근대적 경영학' 또는 '고전적 경영학'에서 현대적 경영학으로 전환되는 시기는 1950년대이다. 2차 세계대전을 마치고, 6.25전쟁의 시기로 유럽은 전후 재건에 집중하고, 유럽 제국주의의 식민지가 독립하여 아프리카, 아시아, 아메리카 대륙에서 신생국가가 형성되는 시기였고, 미국은 전쟁 이후 경제적 변화에 기업이 적응을 해야 하던 시기였다. 특히 1954년 피터 드러커의 저서 《경영의 실제》는 현대적 경영의 기준을 제시하여서, 기존 근대적 인사조직관리를 넘어선 현대적 인사조직관리의 전환점이 된다. 드러커는 경영자의 역할을 강조하며 경영이 현시대 최고의 예술이자 과학이라고 주장하였고, 이 주장은 21세기 인사조직관리의 역할을 자리매김했다.
현대적 인사조직관리와 근대 인사조직관리의 가장 큰 차이는 통합이다. 19세기의 영향을 받던 근대적 경영학(고전적 경영)의 흐름은 기능을 강조하였지만, 1950년대 이후의 현대 경영학은 통합을 강조하였다. 기능이 분화된 '기계적인 기업조직' 이해에서 다양한 기능을 인사조직관리의 목적, 경영의 목적을 위해서 다양한 분야를 통합하여 '유기적 기업 조직' 이해로 전환되었다. 이 통합적 접근방식은 과정, 시스템, 상황을 중심으로 하는 인사조직관리 방식을 형성했다.

#### 과정 접근방식과 인사조직관리
과정접근방식은 기업조직이 인사조직관리에서 기능의 연계 과정을 중요시 하는 이론으로 1960년대부터 등장하였다. 근대 경영 이론인 '행동접근'과 '계량 접근방식'이 기능과 생산성을 강조하여 실제 경영과 간극을 보이고, 단순한 경영자의 도구로 전락한 것에 대한 비평에서 출발하여 점차 복잡해지는 시장환경의 다양성에 기업조직의 기능에 대해서 통합적 인사조직관리의 방식으로 과정적 접근 방식을 적용하고자 했다.

#### 시스템 접근 방식과 인사조직관리
시스템 접근 방식은 1960년대 중반부터 등장한 인사조직관리의 전개 방식이다. 기업조직을 시스템구조로 이해하고 기업조직의 문제를 해결하고 했다. 시스템 접근 방식의 시스템은 기업조직의 각 부분이 상호 연관, 의존 부분을 지닌다고 보고, 심리학자들의 투입과 산출의 균형을 위한 설명이론이었던 시스템 이론을 인사조직관리 방식으로 도입하였다.
시스템 구조는 크게 두 개로 개방시스템과 폐쇄시스템이다. 근대 인사조직관리의 기업조직 이해는 '폐쇄 시스템'적 접근으로 기업조직과 환경인 시장의 기능을 강조하는 기계적 이해방식이다. 현대 인사조직관리의 기업조직 이해는 '개방적 시스템' 접근으로 기업조직과 환경인 시장이 상호 영향을 주는 연관, 의존적 관계를 강조하는 유기적 이해 방식이다. 기업조직을 하나의 생명체로 전제하고, 내부 구성인 개인, 집단, 조직 역시 상호 의존적인 관련을 갖는다는 시각하에, 인사조직관리는 조직의 모든 요소를 조직 목표 달성을 위해 조정하는 역할이라고 본다.

#### 상황적합 접근 방식과 인사조직관리
상황적합 접근 방식은 '경영 시스템' 접근 방식의 모호성을 극복하기 위해 기업조직의 성과에 영향을 주는 각종 변수를 측정하고 분석하는 방식이다. 이는 기업조직을 단순한 생명체 또는 유기체로 이해하는 기업조직 내부 중심적 사고에서 벗어나 기업조직에 영향을 주는 내부적, 외부적 요인인 '상황 변수'에 적응하는 접근방식이다.
기업조직을 생명체로 본다면, 단순히 자기 중심적인 활동을 하지 않고, 처해진 상황적 변수에서 자신의 능력으로 가장 적합한 행동을 통해 목적을 이뤄야 한다. 인사조직관리가 처해진 외부 상황을 고려하지 않고, 내부의 변수를 고려하지 않는다면 경영성과를 얻을 수가 없다. 과거 근대적 인사조직관리에서 세부화된 직무와 생산성 강조는 상황을 고려하지 않은 내부 결정 사항이므로, 역동적인 시장환경에 적응하지 못한다. 상황적합 접근 방식은 작업의 폭을 넓히고, 상황에 적응할 자율권을 부여할 때 생산성과 성과의 향상 가능을 주장한다. 이는 시스템 접근 방식의 한계인 의존 관계 정의를 더욱 분명하게 한다. 기업조직의 구성은 상호 의존적이라는 시스템적 사고에서 기업조직의 어떤 부분이 의존하고 있으며, 내부적 의존인지, 외부적 의존인지 분석하는 상황적합 사고는 직관적이고 경영문제를 논리적으로 분석하고 해답을 찾을 수 있다.

#### 21세기의 인사조직관리 방식
불확실성이 증가하고, 디지털 경제가 생태계를 지니며, 기존의 경제규칙이 깨지고, 시장의 경계가 더욱 모호해지는 상황에서 기업조직은 주주, 고객, 종업원, 관리자를 만족시켜야 한다. 그리고 알지 못했던 경쟁자가 등장하는 시대에서 경영관리에 대한 다양한 시도와 경영이론과 문제 해결 방식이 나타난다.
제4차 산업혁명 시대인 21세기 정보통신과 빅 데이터, 인공지능, 로봇, 사물인터넷, 무인운송, 나노기술, 3차원 인쇄를 중심으로 하는 시대에 적중하는 경영관리 방식은 여전히 시도 중이고, 진행 중이다.

## 인사조직관리 학술 분야
경영학 학술 분야에서 인사조직관리는 명칭에서 보이는 것처럼, 고전적 경영(근대적 경영) 시대부터 ‘인사관리’와 ‘조직관리’ 분야를 중심으로 연구되었다. 초기 인사조직관리의 인사관리는 현재의 인적자원관리 분야만이 아니라 현재의 다양한 인적자원 관련 연구의 기초를 배태한 학문분야였고, 조직관리도 이와 비슷했다. 기업 조직의 발전과 더불어 인사조직관리의 연구 분야도 다양한 경영학 이론을 발전시키고, 주변 학문의 이론을 수용하며 범위를 넓히고 경영학 만이 아니라 관련 학문과 연계하면 다양한 연구 분야로 확장 중이다.

### 경영학으로서 인사조직관리
인사조직관리는 경영학의 전통적인 분야인 인사조직관리(경영관리), 재무, 회계, 마케팅, 생산 및 현대경영에서 포함된 경영정보(MIS) 중 경영학 분야의 하나이다. 기업조직을 이루는 기본 단위인 개인과 개인이 기업조직 목적을 위해 형성하는 조직에 대한 연구로 인사관리와 조직관리 분야를 주축으로 각 분야를 이룬다.

#### 인사관리 분야
‘인사관리’를 중심으로 하는 분야는 근대적 경영 시기부터 연구된 인적자원관리와 노사관계 분야가 있으며, 현대적 경영연구 이후 발전한 인적자원개발, 다양성관리, 협상론, 윤리경영, 국제인적자원관리, 중소기업 인적자원관리 등이 있다.

#### 조직관리 분야
'조직관리’를 중심으로 하는 분야는 근대적 경영 시기부터 연구된 조직행동, 조직이론(거시 조직이론) 분야가 있으며, 현대적 경영연구 이후 발전한 조직개발, 경영전략, 리더십, 의사결정, 조직 커뮤니케이션, 국제조직관리, 혁신경영, 조직문화 등이 있다.

#### 인사조직관리의 발전
위의 세부분야 구분은 '연계성 수준' 정도를 따라 나눈 것으로 이해와 편의를 위한 구분이며, 정교한 구분은 하기 어렵다. 인사조직관리에서 ‘인사관리’와 ‘조직관리’ 분야는 초기부터 동일한 이론을 사용하거나 중첩되고, 유기적으로 결합된 부분들이 있다. 각 세부 분야는 인사관리와 조직관리가 강력하게 중첩된 경우와, 관련 주변학문과 연계성이 높은 경우와, 점차 독립적 학문 분야로 발전하는 분야의 경우도 있다. 유기적으로 결합한 사례로는 인사관리의 인사평가다. 이는 급여지급 기법만이 아니라 조직관리 방식과 전략과 연관을 지녀 단순히 인사관리 분야일 뿐이라고 하기 어렵다. 주변학문과 연계성을 강화하는 사례는 경영전략이다. 경영전략은 1970년대 이후 조직관리의 한 부분로 시작하여 조직관리 분야만이 아니라 마케팅, 재무, 회계, 생산 분야까지도 그 영향력을 끼친다. 독립분야로 발전하는 사례는 리더십이다. 리더십 또한 조직관리의 조직행동에서 한 부분으로 시작되어 현재는 강력한 연구 분야이자 사회. 심리를 포괄하는 분야로 발전하였다. 위의 구분 이외에도 주변 관련 학문과 연계하며 인사조직관리의 연구 영역은 심화, 발전중이다.

### 관련 학문과 인사조직관리
인사조직관리는 연구 초기부터 심리학, 사회학, 경제학, 행정학과 같은 관련 분야의 이론을 수용하였고, 현대 인사조직관리에 이르러서는 교육학, 해석학, 전자공학, 산업공학, 군사학, 기독교 신학 분야 등의 연구를 추가로 수용하면서 성장하였다. 관련 학문의 이론을 수용하는 것만 아니라 경영관리의 연구가 관련 학문에 영향을 끼치는 상호 영향 관계가 되거나 두 분문의 통합되어 연구 분야를 형성하기도 하였다.
심리학의 이론을 수용하던 인사조직관리와 심리학은 상호 영향 속에서 심리학을 중심으로 산업심리학의 분야가 형성되었고, 행정학과 초기 조직 이론과 막스 베버의 일반관리와 같은 이론을 함께 연구한 인사조직관리의 인적자원 분야는 행정학의 인사행정과 직간접으로 상호영향을 끼친다. 경제학 분야에서도 노동경제학의 경우 노사관계, 직무분석 이론 등과 같은 분야에서 상호 영향하에 있다. 군사학은 인사조직관리 분야인 경영전략에 영향을 끼쳤고 전략, 전술 부문의 이론을 경영학 토대에서 적극 수용하였으며, 인적자원관리 분야 이론을 군사학에 활용하기도 한다.
인사조직관리는 경영학의 관련 학문과 연계하고, 이론을 수용하고, 상호 영향을 주며 발전하고 있다. 현대 인사조직관리는 인문, 사회분야의 이론과 기법만이 아니라 시장변화와 사회환경의 변화로 공학과 자연과학의 이론과 기법을 활용하거나 수용하며 학술적 범위를 확장하여 왔다.

## 같이 보기
- 경영
- 경영관리
- 경영지도사 (인적자원관리 분야)
- 경영지원
- 경영학
- 공인 노무사
- 기업
- 기업범죄
- 노동법
  - 근로기준법
- 윤리경영
- 조직문화
- 커뮤니케이션 (조직 분야)
- 피터 드러커
- 핵심역량
- 회사법